# Orde van de Heilige Drie-eenheid (Ethiopië)

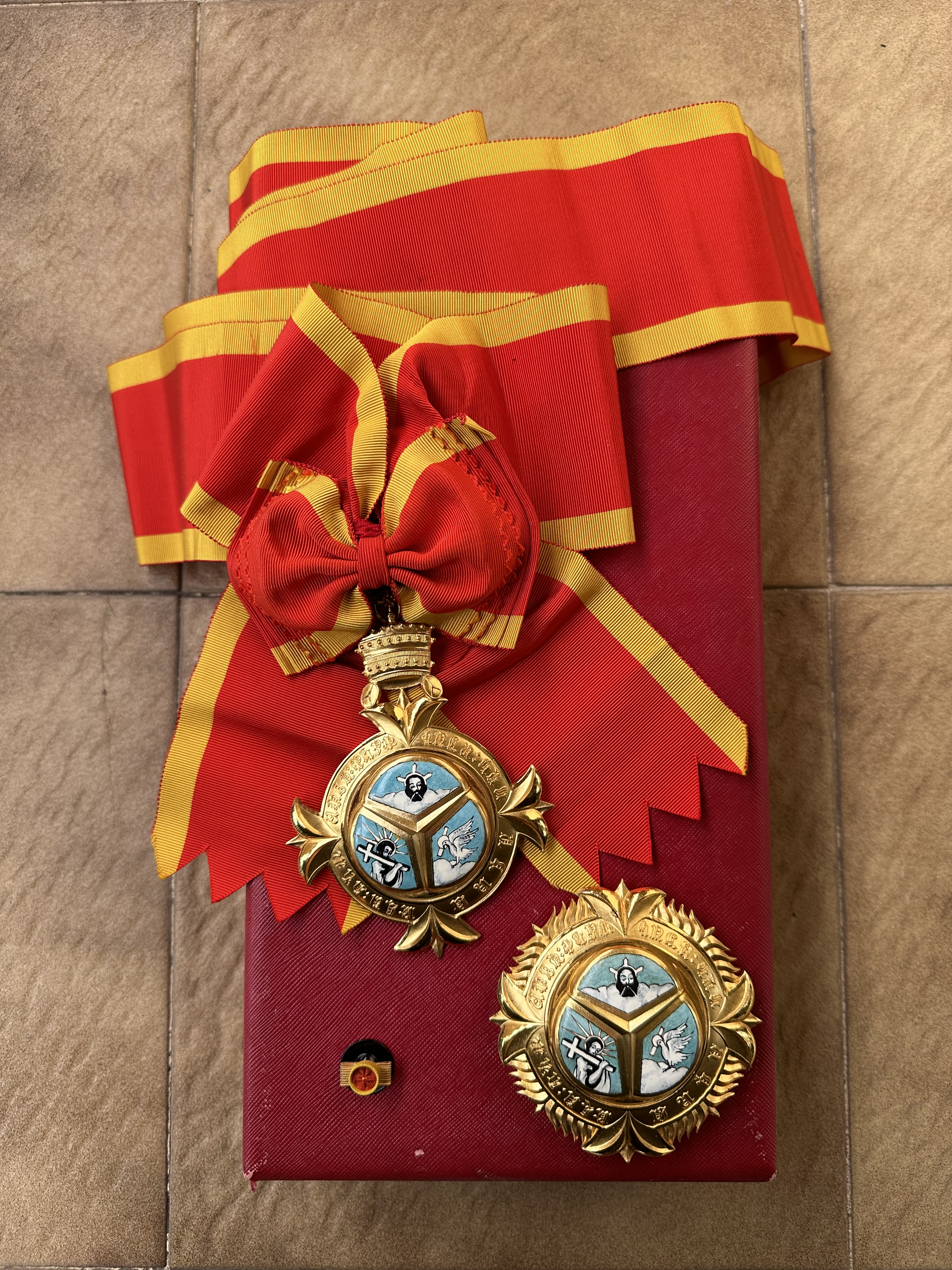
Orde van de Heilige Drie-eenheid

De Meest Verheven Orde van de Heilige Drie-eenheid was een ridderorde van het Keizerrijk Ethiopië. De orde die werd verleend voor "voortreffelijke diensten aan de Kroon" werd gebruikt om militairen en ook buitenlandse staatslieden te decoreren en onder de Grootkruisen waren de Nederlandse Minister van Buitenlandse Zaken Joseph Luns en Premier Willem Drees. De op 2 november 1930 gestichte orde werd na de val van Keizer Haile Selassie afgeschaft. Het huidige Ethiopië verleent de keten en het Grootkruis met de Keten van de Orde. De oorspronkelijke graden van Lid, Officier, Commandeur en Grootofficier zijn afgeschaft.
De huidige Grootkruisen met Keten en dragers van de keten mogen de letters  GCHT en GCHT* achter hun naam plaatsen.
Het lint is rood met gele strepen. Het versiersel is een rond gouden juweel met daarin die uitgespaarde lichtblauwe medaillons waarin de Vader, de Zoon en de Heilige Geest zijn afgebeeld. Als verhoging dient een gouden keizerskroon.
De verwijzing naar de veronderstelde Drie-eenheid van de christelijke God sluit aan bij de oude christelijke traditie van Ethiopië.
Zie ook: Het Kruis van de Drievuldigheid van Trinidad en Tobago.